# Sulili

„Sulili/Sule, syn Aminu, Kikkia, Akia, Puzur-Aszur, Szalim-ahum, Ilu-szuma – razem sześciu królów [których imiona zostały zapisane na] cegłach, (ale) których limmu nie zostali spisani/znalezieni”

Sulili, Sule, Silulu? – najprawdopodobniej jeden z najwcześniejszych władców miasta-państwa Aszur, panujący być może w końcu XXI wieku p.n.e.
Jedyna znana wzmianka o nim znajduje się w Asyryjskiej liście królów, która wymienia go jako 27 władcę Asyrii. Występuje on tam jako pierwszy z tzw. „sześciu królów [których imiona zostały zapisane na] cegłach, (ale) których limmu nie zostali spisani/znalezieni”. Zachowane kopie Asyryjskiej listy królów nie zgadzają się co do brzmienia jego imienia: w kopii B (tzw. Khorsabad List) występuje on jako Sulili (zapisywane Su-li-li), natomiast w kopii C (tzw. SDAS List) jako Sule (zapisywane Su-le-e). Asyryjska lista królów nazywa Sulili/Sule „synem” Aminu, 26 władcy Asyrii, ale w innym miejscu ten sam Aminu nazywany jest synem Ilu-kabkabi, co czyni go starszym bratem Szamszi-Adada I (1808–1776 p.n.e.), władcy panującego ok. 200 lat po Sulili/Sule. Zdaniem uczonych skrybowie układający Asyryjską listę królów „uczynili” Aminu ojcem Sulili/Sule, aby połączyć w ten sposób amoryckich przodków Szamszi-Adada I z władcami, którzy poprzedzali go na tronie Aszur. Jako następcę Sulili/Sule Asyryjska lista królów wymienia Kikkię, ale nie wiadomo, czy byli oni członkami tej samej rodziny/dynastii.
O Sulili/Sule nie wspominają wprawdzie żadne inne zachowane źródła, ale uczeni dopuszczają możliwość, iż mógł on być jednym z najwcześniejszych władców miasta-państwa Aszur. Panowanie jego i pozostałych pięciu władców wspomnianych w ustępie Asyryjskiej listy królów próbuje umieszczać się w pięćdziesięcioletnim okresie pomiędzy ok. 2025 a ok. 1974 r. p.n.e. Ok. 2025 r. p.n.e., w kilka lat po objęciu tronu przez Ibbi-Suena, imperium III dynastii z Ur zaczęło się rozpadać i utraciło kontrolę nad swoimi obszarami peryferyjnymi, w tym nad miastem Aszur, tak więc Sulili/Sule, jako niezależny władca miasta-państwa Aszur, panować mógł dopiero po tej dacie. Z drugiej strony panować on musiał przed ok. 1974 r. p.n.e., gdyż dopiero wówczas, wraz z wstąpieniem na tron Eriszuma I, wprowadzono w Aszur instytucję corocznie wybieranego urzędnika limmu (eponima), podczas gdy Asyryjska lista królów zalicza Sulili/Sule do grupy wcześniejszych władców, za których rządów urzędnicy limmu nie byli jeszcze znani. Zdaniem Veenhofa Sulili/Sule mógł zacząć swą karierę jeszcze jako gubernator Aszur w czasach istnienia imperium III dynastii z Ur, by potem, po rozpadzie tego imperium, stać się pierwszym niezależnym władcą miasta-państwa Aszur.

„Miasto Aszur jest królem. Silulu jest namiestnikiem miasta Aszur, synem Dakiki, heroldem miasta Aszur”

Sulili/Sule jest często identyfikowany z Silulu (Ṣi-lu-lu), synem Dakiki, którego imię wymieniane jest w inskrypcji na pieczęci cylindrycznej, której odciski odnaleziono na szeregu tabliczek i kopert glinianych w asyryjskiej kolonii kupieckiej w Kanesz. W inskrypcji tej miasto Aszur nazywane jest „królem” (LUGAL), a Silulu przedstawia siebie jako „namiestnika miasta Aszur” (énsi a-šùrki) i „herolda miasta Aszur” (NIMGIR URU a-šùrki). Sama pieczęć, w oparciu o kryteria stylistyczne, datowana jest na XXI w. p.n.e., a Silulu mógł być tym władcą, który wyzwolił Aszur spod kontroli upadającego imperium III dynastii z Ur.
W jednym z tekstów z czasów panowania III dynastii z Ur wzmiankowany jest niejaki Ilaba-si/ululi(?), „zarządca Aszur”, który może być tożsamy z Silulu. Jeżeli tak jest, to Silulu mógł początkowo zarządzać Aszur w imieniu królów z III dynastii z Ur, by później wypowiedzieć im posłuszeństwo. Przedstawienie na pieczęci Silulu ukazuje zwycięskiego bohatera stawiającego stopę na leżącym, pokonanym wrogu, co może wskazywać, że przejęcie władzy nad Aszur dokonać się mogło w sposób siłowy. Ciekawostkę związaną z Silulu stanowi fakt, iż ok. 150 lat później jego pieczęcią pieczętował swoje tabliczki w Kanesz (faza kārum Kanesz II) niejaki Silulu, syn Uku, który był asyryjskim kupcem i eponimem w roku 1876 p.n.e.. Nie znamy związków łączących Silulu władcę z Silulu eponimem, ale niektórzy uczeni przypuszczają, iż ten drugi mógł być potomkiem pierwszego i że używał pieczęci swego słynnego imiennika, by zwiększyć w ten sposób swój prestiż i autorytet.